# Sacramentskerk (Oss)
De Sacramentskerk was een parochiekerk in de Noord-Brabantse stad Oss. Het gebouw was gelegen aan de Willem I Laan 5.

## Geschiedenis
De Sacramentsparochie werd opgericht in 1957 voor de zuidelijke uitbreidingswijk van Oss. Aanvankelijk werd een bedrijfshal van Philips ingericht als noodkerk. De definitieve kerk kwam in 1959 gereed. Het was een uiterst sober gebouw dat onder meer bediend werd door de paters Karmelieten. 
In 1983 werd de kerk onttrokken aan de eredienst, om in 1994 uiteindelijk te worden gesloopt.